# Опімах Роман Євгенович
Роман Євгенович Опімах (нар. 8 лютого 1983, Київ) — український державний службовець. Голова Державної служби геології та надр України (з 2019).

## Біографія
Народився 08 лютого 1983 року у Києві. У 2006 році закінчив Київський національний університет ім. Тараса Шевченка, отримавши ступінь магістра міжнародних відносин. Проходив навчання за програмою Hubert H. Humphrey Fellowship Program у Мічиганському та Луїзіанському університетах.

### Трудова діяльність
- Виконавчий директор Асоціації газовидобувних компаній України (2016—2019)[1]
- Радник міністра енергетики та вугільної промисловості України (2015—2016)[1]
- Керівник нафтогазового напряму, координаційний центр із зв'язків з Кабінетом Міністрів України у Адміністрації Президента України (2014—2015)[1]
- Координатор реформи нафтогазової галузі, Координаційний центр з упровадження економічних реформ (2011—2014)[2]
- Адміністрація президента України (2006—2011), де також працював його батько на посаді керівника управління адмінбудинками.